# Józef Marian Sosnowski
Józef Marian Sosnowski, ps. Brzeziński, mgr K. Masztowski, Jan Orłożeński, Jan Choiński, krypt. J.S., J.Es. (ur. 18 lutego 1904 w Warszawie, zm. 1 stycznia 1975 tamże) – polski nauczyciel, doktor pedagogiki, harcmistrz, sekretarz generalny Związku Harcerstwa Polskiego (ZHP) w latach 1935–1939, wiceprzewodniczący ZHP w latach 1945–1947, p.o. Przewodniczącego ZHP w latach 1948–1949, żołnierz Armii Krajowej.

## Życiorys

### Młodość i nauka
Był synem Jana Mariana, rzeźbiarza i antykwariusza i Władysławy z domu Rybka. Uczył się w prywatnym gimnazjum filologicznym Tomasza Łepkowskiego, później Gimnazjum Władysława Giżyckiego, gdzie uzyskał maturę w maju 1923 roku. W tymże roku rozpoczął studia na Wydziale Prawa i Nauk Politycznych Uniwersytetu Warszawskiego, wkrótce jednak przeniósł się na Wydział Filozoficzny. Równolegle ze studiami na UW brał udział w zajęciach Sekcji Dziennikarskiej Wolnej Wszechnicy Polskiej. W 1930 roku uzyskał stopień magistra filozofii w zakresie pedagogiki. Jednocześnie rozpoczął studia polonistyczne, które ukończył z tytułem magistra filologii polskiej i dyplomem nauczyciela szkół średnich ogólnokształcących w 1932 roku.

### Działalność niepodległościowa

#### I wojna światowa, rok 1920 i „Zet”
Mając 14 lat rozbrajał Niemców w listopadzie 1918 r. w Warszawie.
W lipcu 1920 roku wstąpił ochotniczo do Wojska Polskiego. Początkowo dostał przydział na funkcję komendanta harcerskiej służby pomocniczej w gimnazjum im. Jana Zamoyskiego. W sierpniu walczył pod Radzyminem i Brześciu nad Bugiem w szeregach 201 pułku piechoty. Został zdemobilizowany we wrześniu i powrócił do gimnazjum.
W tymże roku wstąpił do Organizacji PET działającej w ramach Związku Młodzieży Polskiej „Zet”. W 1924 roku został przyjęty do Koła Akademickiego Związku Młodzieży Polskiej „Zet”.

#### II wojna światowa
W czasie II wojny światowej brał udział w tajnym nauczaniu w Gimnazjum i Liceum im. Władysława IV. Na polecenie władz konspiracyjnych utrzymywał kontakty z działaczami żydowskiego ruchu oporu. W 1942 roku zaczął pracę w Biurze Informacji i Propagandy Komendy Głównej AK, gdzie kierował referatem wydawniczym. W czasie powstania warszawskiego przebywał – wraz z BIP KG AK – w Śródmieściu, gdzie współredagował „Żołnierza Polskiego” i był sprawozdawcą wojennym III Wydziału Propagandy VI Oddziału Sztabu KG AK. We wrześniu 1944 roku został awansowany na porucznika i otrzymał Krzyż Walecznych. Wraz z ludnością cywilną opuścił Warszawę 7 października i przebywał przez zimę w Międzyborowie.

### Harcerstwo
Dnia 16 kwietnia 1916 roku wstąpił do Warszawskiej Drużyny Skautowej im. Cypriana Godebskiego (późniejszej 15. WDH). Znalazł się pod wpływem Jana Mauersbergera i Tomasza Piskorskiego – wybitnych działaczy ZHP. Wraz z Tomaszem Piskorskim brał udział w rozbrajaniu Niemców w garnizonie warszawskim w listopadzie 1918 roku. W kwietniu 1919 roku został drużynowym 15. WDH, a później 47. WDH im. Kazimierza Wielkiego działającej przy szkole powszechnej przy ul. Drewnianej w Warszawie i (od listopada 1921 roku) 30. drużyny im. Jana Hetmana Zamoyskiego oraz hufcowym X Hufca. Na I Zjeździe Oddziału Warszawskiego ZHP został wybrany (w wieku 17 lat) na Kierownika Wydziału Propagandy, Prasy i Statystyki. W maju 1922 roku uzyskał pierwszy stopień instruktorski przodownika, a w czerwcu 1924 roku został podharcmistrzem. W marcu 1926 roku został członkiem Komisji Osobowej Głównej Kwatery Męskiej, a w grudniu tego roku – kierownikiem Wydziału Programowego Chorągwi Warszawskiej. W 1931 roku został przewodniczącym Komisji Wydawniczej ZHP i Harcerskiego Biura Wydawniczego.
Był również współinicjatorem powołania Centralnego Archiwum Harcerskiego. W 1933 roku krótko kierował Wydziałem Programowym Głównej Kwatery Harcerzy (GKH), a po jego likwidacji – po również krótkim pełnieniu funkcji kierownika Biura Naczelnictwa – został kierownikiem Wydziału Osobowego GKH i – od 1936 roku – Referatu Prasy i Propagandy, Referatu Pism Harcerskich oraz Referatu Starszych Chłopców. W 1934 roku został szefem GKH, a w 1937 roku – zastępcą Naczelnika i kierownikiem Wydziału Drużyn.
Na XV Walnym Zjeździe ZHP w 1935 roku został wybrany na członka Naczelnej Rady Harcerskiej i został sekretarzem generalnym Naczelnictwa ZHP, którą to funkcję pełnił do września 1939 r.
W latach 30. dużo publikował na tematy harcerskie.
Zaraz po II wojnie światowej powrócił do pracy harcerskiej. Już w kwietniu 1945 roku został kierownikiem Wydziału Programowego przy GKH i przewodniczącym Komisji Organizacyjnej Pracy Harcerskiej. Po kilku tygodniach wszedł w skład Tymczasowej Naczelnej Rady Harcerskiej i został pierwszym wiceprzewodniczącym ZHP. Kierował m.in. Komisją Programową i Harcerskim Biurem Wydawniczym. W 1947 roku wstąpił do Stronnictwa Demokratycznego. W marcu 1948 roku – po konsultacji z Aleksandrem Kamińskim – objął funkcję p.o. Przewodniczącego ZHP, którą to funkcję – w coraz większym stopniu fikcyjną – pełnił do 27 stycznia 1949 roku.
Po 1956 roku wrócił do pracy harcerskiej, zostając doradcą ds. programowych w Kręgu Instruktorskim „Wigry”.

### Praca pedagogiczna

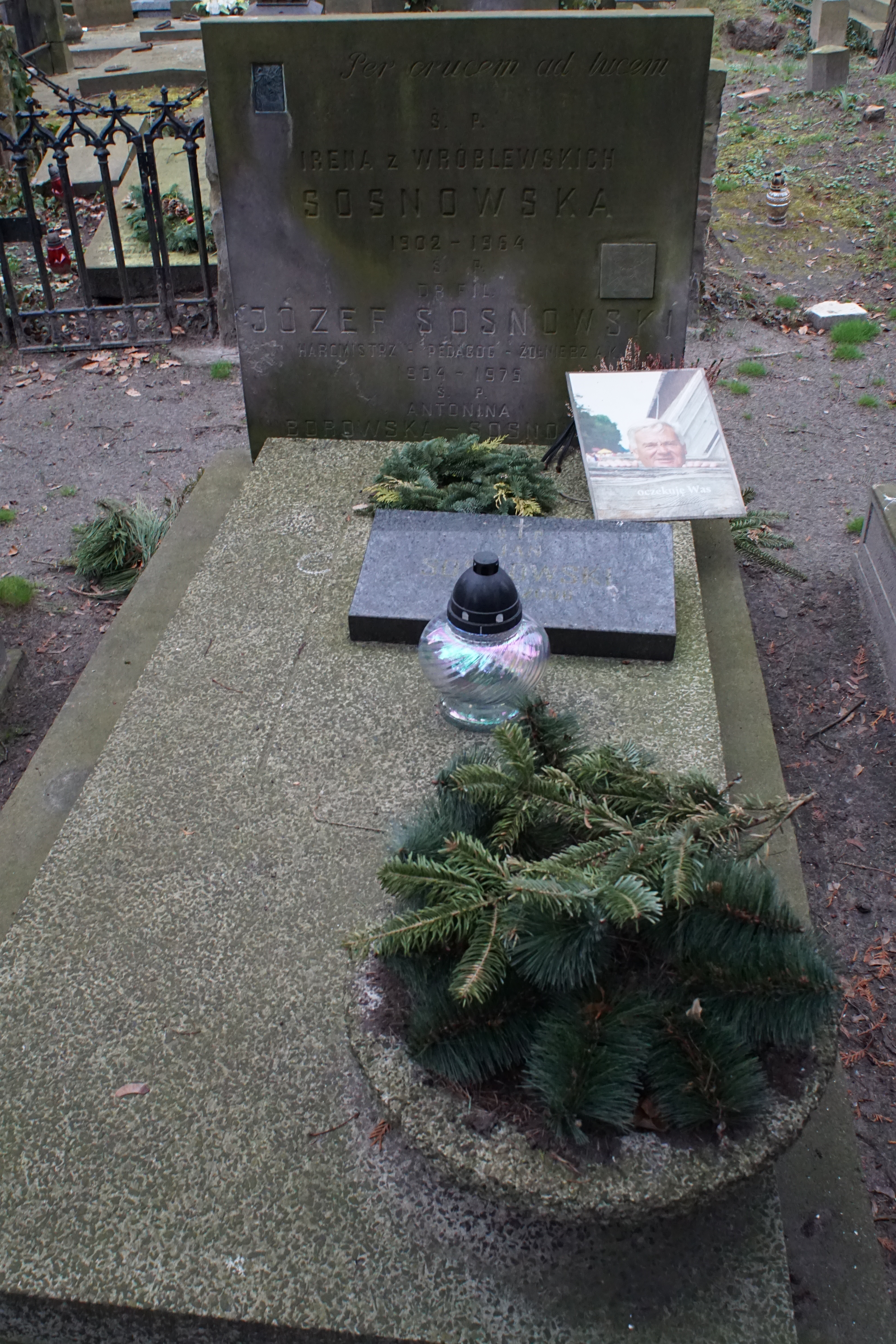
Grób Józefa Mariana Sosnowskiego na cmentarzu Powązkowskim

W czasie studiów polonistycznych odbył dwuletnią praktykę w Państwowym Pedagogium im. Stanisława Konarskiego. Od 1933 roku został nauczycielem w Państwowym Gimnazjum im. Władysława IV na warszawskiej Pradze.
Po II wojnie światowej, od pierwszych miesięcy 1945 roku był podinspektorem oświaty w Grodzisku Mazowieckim. W 1948 roku powrócił do pracy nauczycielskiej. Uczył w Gimnazjum i Liceum im. Władysława IV, Liceum Pedagogicznym im. W. Spasowskiego i Liceum pedagogicznym im. F. Płaskowickiej. Był jednocześnie pracownikiem warszawskiej Wyższej Szkoły Pedagogicznej (WSP). Po rozwiązaniu WSP i włączeniu części jej struktur do Uniwersytetu Warszawskiego w 1956 roku został adiunktem w katedrze Pedagogiki Społecznej. Następnie został kierownikiem Międzywydziałowego Studium Pedagogicznego UW.
W 1959 roku obronił pracę doktorską. Napisał również pracę habilitacyjną (w 1963 roku), jednak jej sprawa utknęła z powodów politycznych, przez wiele lat krążąc między urzędami.
W 1974 roku Sosnowski przeszedł na emeryturę. Został pochowany na cmentarzu Powązkowskim (kwatera 8-8-8).

### Życie prywatne
Sosnowski był dwukrotnie żonaty: od 1927 roku z Ireną Wróblewską (1902–1964), z którą miał syna Jana (1938–2008), powtórnie (od 1965 roku) z Antoniną z domu Stani (primo voto Lubicz-Borowską) (1923–1981).

## Odznaczenia
- Srebrny Krzyż Zasługi (1932)
- Złoty Krzyż Zasługi (1938, 1946)
- Krzyż Walecznych (1944)
- Złoty Krzyż Harcerskiego Odznaczenia Honorowego „Za Zasługę” (1946)
- Medal za Warszawę 1939–1945 (1957)
- Krzyż Kawalerski Orderu Odrodzenia Polski (1971).